# Coelocarcinus
Coelocarcinus là một chi động vật biển, gồm 2 loài cua không sống cộng sinh. Tùy theo từng tác giả mà nó được xếp trong phân họ Coelocarcininae của họ Carcinidae hay trong phân họ Caphyrinae của họ Portunidae. Trong bài này lấy theo phân loại do Evans (2018) đề xuất.

## Lịch sử phân loại
Chi Coelocarcinus được Edmondson dựng lên năm 1930 khi ông mô tả mẫu vật cua đánh bắt được ven đảo Oahu trong quần đảo Hawaii. Ông cho rằng nó gần gũi hơn cả với Lissocarcinus, và vì thế đặt nó trong phân họ Caphyrinae của họ Portunidae.
Ng et al. (2008) cũng xếp nó trong phân họ Caphyrinae của họ Portunidae, dường như dựa vào các chân bò thứ năm của nó là giống như mái chèo. Tuy nhiên, Coelocarcinus thiếu thùy kiểu cua bơi của chân hàm 1 và các gai áp ngọn của chân giao cấu 1. Vì thế, Karasawa et al. (2008) tách chi này ra và xếp trong họ Hepatidae (nay là một phần của họ Aethridae) của liên họ Aethroidea. Spiridinov et al. (2014) duy trì nó trong phân họ Caphyrinae của họ Portunidae. Tuy nhiên, các tác giả này đều không đưa Coelocarcinus vào phân tích phát sinh chủng loài của mình.
Evans (2018) lần đầu tiên đưa Coelocarcinus vào phân tích phát sinh chủng loài và nhận thấy nó không có quan hệ họ hàng gần với hai chi cộng sinh là Caphyra và Lissocarcinus trong phân họ Caphyrinae của họ Portunidae mà lồng trong họ Carcinidae, là chị em với phần còn lại của họ này trừ Parathranites, nhưng hợp lý cực đại (ML) khá thấp. Vì thế tác giả này xếp nó trong phân họ riêng của chính nó là Coelocarcininae trong họ Carcinidae.

## Các loài
Chi này gồm 2 loài, phân bố trong hai khu vực biệt lập.
- Coelocarcinus foliatus Edmondson, 1930: Hawaii, Guam và có lẽ cả Nhật Bản.[1][7]
- Coelocarcinus marindicus Ng, 2002: Madagascar.[7]